# Sture Åkerberg
Sture Vilgot Åkerberg, född 10 februari 1935 i Alingsås, död 29 juli 1997 i Hedvig Eleonora församling, Stockholm, var en svensk jazz- och revymusiker (kontrabasist). 
Åkerberg har bland annat spelat i AB Svenska Ords revyer och var på 1970-talet med i Sven Olsons trio tillsammans med gitarristen Sven Olson och pianisten Povel Ramel i krogshower signerade den senare.
Åkerberg medverkade som basist på Cornelis Vreeswijks album Cornelis Live (inspelat 1965, utgivet 1972) och Getinghonung (1974). På det förra omnämns Åkerberg av Cornelis Vreswijk "mellan raderna" under visan Dekadans: "Ingen sann och äkta kristen kan bli jazzmusikant – eller hur Sture Åkerberg?".
Han är gravsatt i minneslunden på Galärvarvskyrkogården i Stockholm. Åkerberg var gift med Monica Zetterlund 1974–1983 och med Anita Dubois från 1994 till sin död 1997.
2013 gestaltades han av Sverrir Gudnason i filmen Monica Z.

## Teater

### Roller (urval)
- 1969 – Olof Rydebeck i Spader, Madame! eller Lugubert sa Schubert av Hans Alfredson och Tage Danielsson (även regi), Oscarsteatern[2]